# القاضي سعيد قمي
القاضي سعيد القمي (1633-1692) فيلسوف ومتكلم عاش في ظل الحكم الصفوي.
تتلمذ القاضي سعيد قمي على يد رحب علي التبريزي، ومحسن فياض وعبد الرزاق اللاهيجي والأربعة هم من الإشراقيين المشرقيين أو الخلف الروحي للسهرواردي المقتول الذي قام بإحياء الفلسفة المشرقية من التراث الفلسفي السينوي، وهي تلك الفلسفة التي انتهت عند الملا صدرا الذي أعاد بناءها وتصفيتها ثم تقديمها من جديد حيث تفرغت لها الحوزات العلمية بالمدارسة والتدريس.
له مصنفات وكتب مقالات، وأول كتاب ألفه كان حول شروحات وتعليقات إشراقية في الأربعين حديثا، لم يكمله. وكتب أيضا تعليقات في إلهيات أرسطو، كما كتب تعليقات في كتاب التوحيد الذي ألفه الشيخ الصدوق.